# R0-Raum
In der Topologie und verwandten Gebieten der Mathematik sind R0-Räume spezielle topologische Räume, die gewisse angenehme Eigenschaften besitzen. Die Eigenschaft, ein R0 zu sein, wird zu den sogenannten Trennungsaxiomen gezählt.

## Definition
Gegeben seien ein topologischer Raum X und zwei Punkte x und y in X. Man sagt, dass x und y getrennt sind oder getrennt werden können, wenn x und y jeweils in einer offenen Menge liegen, die den anderen Punkt nicht enthält. Weiter heißen x und y topologisch unterscheidbar, falls eine offene Menge existiert, die genau einen der beiden Punkte enthält.
X heißt R0-Raum, falls zwei beliebige topologisch unterscheidbare Punkte getrennt sind. Ein R0-Raum wird auch symmetrischer Raum genannt.

## Eigenschaften
Sei X ein topologischer Raum. Folgende Aussagen sind äquivalent:
- X ist ein R0-Raum.
- Für jedes x in X enthält der Abschluss von {x} nur die Punkte, die von x topologisch nicht unterscheidbar sind.
- Jeder Elementarfilter zu x konvergiert nur gegen Punkte, die von x topologisch nicht unterscheidbar sind.
- Der Kolmogoroff-Quotient KQ(X) ist ein T1-Raum.

In topologischen Räumen gilt immer folgende Implikation
getrennt ⇒ topologisch unterscheidbar
Falls diese umgekehrt werden kann, handelt es sich um einen R0-Raum.
Ist X ein R0-Raum, so gilt dies auch für jeden Teilraum.
Ist (Xi) eine Familie von R0-Räumen, so ist auch deren Produktraum ein R0-Raum und umgekehrt.

## Beispiele
- {\displaystyle \mathbb {Z} } sei die Menge der ganzen Zahlen. Für {\displaystyle x\in \mathbb {Z} } sei {\displaystyle G_{x}} definiert durch {\displaystyle G_{x}=X\setminus \{x,x+1\}} für gerades {\displaystyle x} und {\displaystyle G_{x}=X\setminus \{x-1,x\}} für ungerades {\displaystyle x}. Durchläuft {\displaystyle A} die endlichen Teilmengen von {\displaystyle \mathbb {Z} }, so bilden die Mengen {\displaystyle U_{A}=\cap _{x\in A}G_{x}} eine Basis einer Topologie. Wir erhalten einen R0-Raum, der kein Kolmogoroff-Raum (für ein gerades {\displaystyle x} sind {\displaystyle x} und {\displaystyle x+1} topologisch nicht unterscheidbar) und somit auch kein T1-Raum ist.

- Ist {\displaystyle (X,d)} ein pseudometrischer Raum, so ist dieser in Bezug auf die von der Metrik {\displaystyle d} induzierte Topologie ein R0-Raum. Für die von einem Punkt {\displaystyle x\in X} topologisch nicht unterscheidbaren Punkte {\displaystyle y\in X} gilt gerade {\displaystyle d(x,y)=0}.